# 영산초등학교 (전북)
영산초등학교는 대한민국 전북특별자치도 정읍시 하북동에 있는 공립 초등학교이다.

## 학교 연혁
- 1961. 04. 06 북면국민학교 영산분교장 설립인가
- 1962. 03. 03 북면국민학교 영산분교장 개교
- 1964. 03. 03 영산국민학교로 승격
- 1985. 03. 09 영산국민학교 병설유치원 개원
- 1996. 03. 01 영산초등학교로 개명
- 2021.03.01	제 25대 전영기 교장 취임
- 2023.01.04	제 58회 3명 졸업(졸업생 총 1,889명)
- 2023.03.01	6학급 편성

## 참고 자료
- 영산초등학교 - 한국교육학술정보원 학교알리미